# 布坎南 (印地安納州)
布坎南（英語：Buchanan）是位於美國印地安納州弗洛伊德縣的一個非建制地區。該地的面積和人口皆未知。